# Chó Corgi vương thất

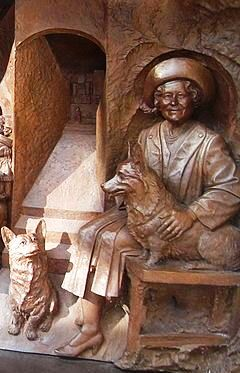
Tượng đồng kỷ niệm Vương hậu trên Quảng Trường, bởi Paul Day, cho thấy bà với hai con chó lùn.

Chó corgi Vương thất là những con chó Corgi Pembroke xứ Wales trước đây thuộc sở hữu của Elizabeth II và cha mẹ của bà, Vua George VI và Vương hậu Elizabeth. Vì yêu thích chó corgi từ khi còn là một đứa trẻ, Elizabeth II đã sở hữu hơn 30 con chó lùn này kể từ khi bà trở thành Nữ vương của các vương quốc Khối thịnh vượng chung vào năm 1952 cho đến khi bà chết vào năm 2022.
Elizabeth II sở hữu ít nhất một Corgi vào bất kỳ thời điểm nào trong khoảng thời gian từ năm 1933–2018.
Những corgi hoàng gia đã được công bố rộng rãi trên toàn cầu (chẳng hạn như trong ảnh bìa và bài báo giới thiệu của ấn bản Vanity Fair mùa hè 2016). Để lại di sản lâu dài sau khi chết, chúng đã được miêu tả và bất tử hóa trong các tác phẩm nghệ thuật khác nhau, chẳng hạn như tượng, ảnh chuyên nghiệp và tranh. Ví dụ, đồng xu vương miện kỷ niệm Năm kỷ niệm 60 năm trị vì của Đệ Nhị Elizabeth mô tả Nữ vương với một con chó corgi.

## Lịch sử

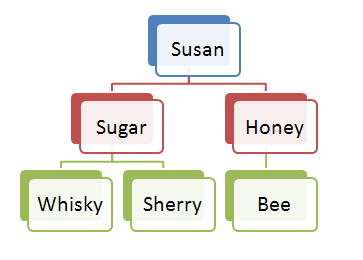
Ba thế hệ đầu từ Susan

Nữ vương rất thích chó corgi từ khi còn là một đứa trẻ, đã từng yêu thích những con chó corgi do con cái của Hầu tước xứ Bath sở hữu. Vua George VI mang Dookie về nhà vào năm 1933. Một bức ảnh từ album ảnh của George VI cho thấy Công chúa Elizabeth mười tuổi (sau này là Nữ vương Elizabeth II) với Dookie tại Balmoral. Elizabeth và em gái là Vương nữ Margaret thường sẽ bón cho Dookie bằng tay từ một cái đĩa do một người hầu giữ. Con chó corgi khác bà ban đầu cũng yêu thích trong cùng thời gian đó là Jane.
Mẹ của Elizabeth II, lúc đó là Vương hậu Elizabeth, đã đưa ra một chế độ kỷ luật cho những con chó này; mỗi con phải có một rổ đan riêng, được đặt cao lên trên sàn nhà để tránh gió lùa. Mỗi con chó sẽ được phục vụ món riêng của nó, chế độ ăn sẽ được các chuyên gia thú y phê duyệt và không được ăn vụn vặt từ bàn ăn của hoàng gia. Một nhãn hiệu bánh quy thịt dành cho chó độc quyền được phục vụ vào buổi sáng, trong khi bữa ăn chiều muộn bao gồm một món ăn cho chó với nước sốt thịt. Sẽ có thêm bánh quy được phát với mục đích là ăn mừng và thưởng.
Crackers (24 tháng Mười Hai năm 1939, Windsor – tháng Mười Một, năm 1953) là một trong những con corgi của Vương hậu, và gần như trở thành một người bạn đồng hành suốt đời; nó đã cùng với Vương hậu trở về Lâu đài Mey ở Scotland. Năm 1944, Elizabeth được tặng Susan với tư cách là một món quà vào ngày sinh nhật thứ 18 của bà. Susan đi cùng Elizabeth trong tuần trăng mật của bà năm 1947. Những con chó corgi thuộc sở hữu của Nữ vương là hậu duệ của Susan. Chó Rozavel Sue, cún cái của chó Rozavel Lucky Strike, một nhà vô địch quốc tế, là một trong những con chó của Nữ vương vào đầu những năm 1950.
Khi Elizabeth và Vương tế Philip đến thăm Grand Cayman vào năm 1983, các quan chức chính phủ đã tặng bà những tác phẩm điêu khắc bằng san hô đen về một con chó corgi và một con ngựa như một món quà, cả hai đều do Bernard Passman làm.

## Cuộc đời

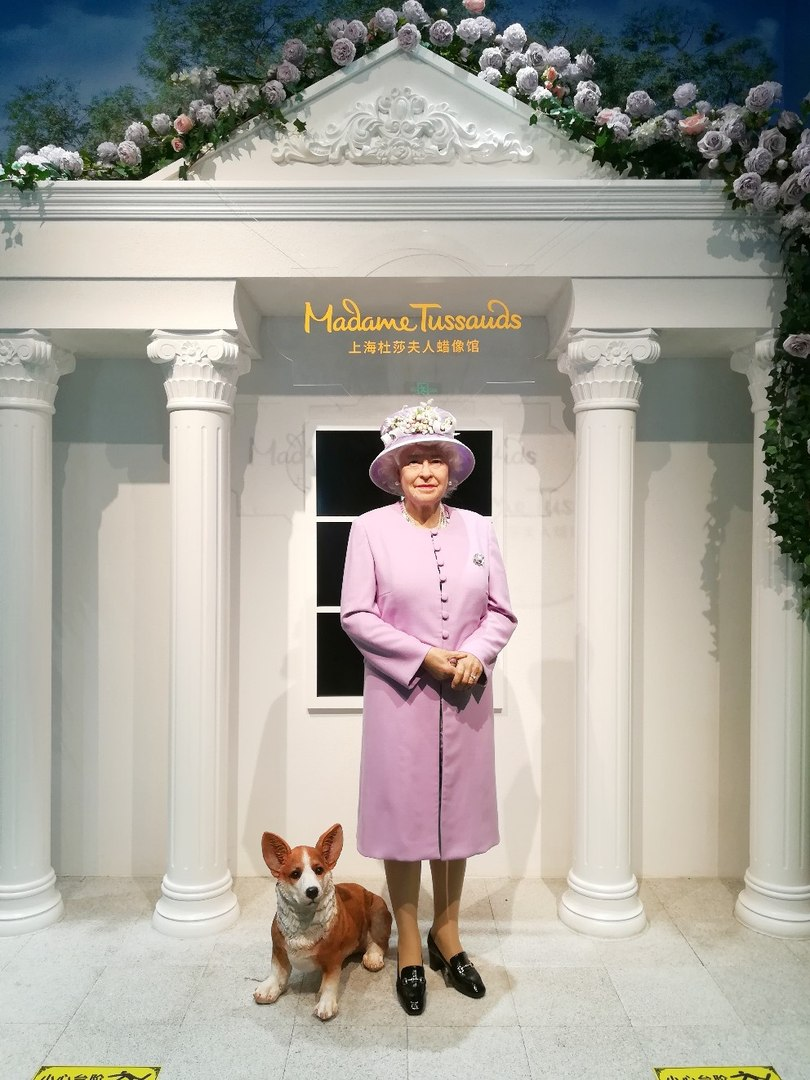
Tượng sáp của Elizabeth II với một con chó corgi tại Madame Tussauds Thượng Hải

Sugar là một con chó do Thân vương Charles đương thời và Vương nữ Anne nuôi. Năm 1955, những con chó của bà, Whisky và Sherry, là món quà Giáng sinh bất ngờ của Nữ vương tặng cho Thân vương và Công chúa. Được chụp với Vương thất Anh, chó Sugar đã xuất hiện trên trang bìa của Tuần báo Phụ nữ Úc vào ngày 10 tháng Sáu năm 1959. Con cún sinh đôi của Sugar, tên là Honey, thuộc về Vương hậu; Honey đã thường chạy bộ vào buổi trưa với Johnny và Pippin, những con corgi của Công chúa Margaret, khi Công chúa còn sống ở Cung điện Buckingham. Heather sinh năm 1962 và trở thành một trong những con cún yêu thích của Nữ vương. Heather là mẹ của Tiny, Bushy và Foxy; Foxy sinh ra Brush vào năm 1969.
Những con corgi được hưởng một cuộc sống sang trọng bên trong Cung điện Buckingham. Chúng sống trong một căn phòng đặt riêng chỉ để cho chúng ở và sinh hoạt, được gọi là Phòng Corgi, và ngủ trong những chiếc rổ đan đặt trên cao. Nữ vương đã tự mình chăm sóc những con chó corgi trong cũi của chúng. Bà cũng đã tự tay chọn ra những con giống đực đã được đẻ trong cũi chó của bà. Những con corgi có một thực đơn phong phú tại cung điện bao gồm thịt thỏ và thịt bò tươi, được phục vụ bởi một đầu bếp sành ăn. Vào dịp Giáng sinh, Nữ vương đã làm tất chân Giáng sinh cho những con chó này trong đó chứa đầy đồ chơi và những món ngon như bánh quy. Vào năm 1999, một trong những người hầu cận của Nữ vương Elizabeth đã bị giáng chức ở Cung điện Buckingham vì "trò đổ rượu vào thức ăn và nước uống của bầy corgi" và nhìn chúng "loạng choạng" sau đó với vẻ thích thú.
Năm 2007, Elizabeth II có năm corgi: Monty, Emma, Linnet, Willow, và Holly; năm con cocker spaniel: Bisto, Oxo, Flash, Spick, và Span; và bốn "dorgi" (con lai giữa dachshund và corgi): Cider, Berry, Vulcan, và Candy. Monty, Willow, và Holly xuất hiện trong lễ khai mạc Olympic 2012 khi, trong một bản kịch, Daniel Craig (trong vai James Bond) đến Cung điện Buckingham để hộ tống Nữ vương tới sự kiện. Monty trước đây thuộc sở hữu của Vương hậu, và chết vào tháng Chín năm 2012. Monty được đặt theo tên của người huấn luyện ngựa cũng vừa là bạn của Nữ vương, Monty Roberts. Có báo cáo cho rằng vào năm 2015, Nữ vương đã ngừng nuôi chó corgi để chúng không bị bỏ lại sau khi bà chết. Monty Roberts đã thúc giục Elizabeth nuôi nhiều corgi hơn vào năm 2012, nhưng bà đã nói với anh rằng bà "không muốn bỏ lại bất kỳ con cún non nào" và muốn chấm dứt hoạt động này.
Chó corgi cuối cùng của bà, Willow, đã chết vào tháng Tư năm 2018. Hai dorgi, Vulcan và Candy, sống sót. Vulcan chết vì 'tuổi già' vào năm 2020. Dorgi duy nhất còn lại của Nữ vương là Candy, trước khi nó có thêm một chó cún dorgi khác tên là Fergus và một chó corgi thuần chủng tên là Muick vào năm 2021. Fergus chết cùng năm. Vào tháng Sáu năm 2021, bà được gia đình tặng một corgi mới.
Vào tháng Tư năm 2018, sau cái chết của Willow, Nữ vương không còn bất kỳ con chó corgi nào thuần chủng nữa. Chỉ có một dorgi tên là Candy vẫn còn sống. Candy được đồng hành bởi một con chó dorgi khác tên là Fergus và một con chó corgi thuần chủng tên là Muick vào năm 2021, cả hai đều là quà tặng từ Vương tử Andrew, và các cháu gái của bà—Vương tôn Beatrice và Eugenie để an ủi bà sau cái chết của chồng bà, Vương tế Philip. Fergus chết vì dị tật tim khi mới năm tháng tuổi cùng năm. Vào tháng Sáu năm 2021, Nữ vương đã được con trai là Vương tử Andrew và các cháu gái Beatrice và Eugenie tặng cho một con corgi mới, Sandy. Chính Sarah Ferguson, Công tước phu nhân xứ York, là người đã lập ra ý tưởng tặng những con corgi cho Nữ vương. Sau cái chết của Nữ vương vào tháng Chín năm 2022, có thông báo tuyên bố rằng Andrew và Sarah sẽ nhận nuôi hai con corgi hoàng gia còn sống sót, và chúng sẽ được tái định cư về nơi ở của mình ở Royal Lodge tại Nhà Windsor.
Theo truyền thống, những con chó này đã được chôn cất tại dinh thự hoàng gia, nhà Sandringham ở Norfolk, nơi chúng đã chết. Nghĩa trang ở đây lần đầu tiên được sử dụng bởi Nữ vương Victoria khi Collie của bà, Noble, chết vào năm 1887.

## Tấn công
Trong một số lần, Nữ vương hoặc những người làm việc cho bà đã bị thương bởi những con corgi này. Năm 1954, người lên dây cót đồng hồ trong cung điện, Leonard Hubbard, đã bị Susan cắn khi vào phòng tại Royal Lodge, Windsor. Sau đó cùng năm, một trong những con corgi của Vương mẫu đã cắn một cảnh sát đang làm nhiệm vụ canh gác ở London.
Năm 1968, Peter Doig đã kêu gọi các nhân viên hoàng gia treo biển "Coi chừng có chó" tại Balmoral sau khi một trong những con corgi này cắn người đưa thư. Vào tháng Hai năm 1989, có thông tin cho rằng gia đình hoàng gia đã thuê một nhà tâm lý học động vật để thuần phục những con chó này sau khi chúng có thói quen cắn gia đình và các nhân viên ở đó. "Và vào năm 1989, con chó của Vương mẫu, Ranger, đã dẫn đầu một bầy corgi tấn công và giết chết con dorgi yêu quý của Nữ vương, Chipper." Vào tháng Ba năm 1991, Nữ vương đã bị cắn sau khi cố gắng can ngăn một vụ đánh nhau giữa khoảng mười con corgi của mình. Bà phải khâu ba mũi ở tay trái. John Collins, tài xế riêng của Vương mẫu, đã phải tiêm phòng uốn ván sau khi ông cũng cố gắng can thiệp. Năm 2003, Pharos, đời con thế hệ thứ mười của Susan, đã an tử sau khi bị con chó sục bò Anh của Vương nữ Anne, Dottie, đánh đập. Anne đến Sandringham để thăm mẹ mình vào dịp Giáng sinh và những con corgi này lao ra cửa trước khi cô đến nơi. Có thông tin cho rằng "Dottie đã tấn công Pharos, cắn hai chân sau của con corgi này và làm gãy một chân tại ba chỗ."

## Ảnh hưởng
Những con corgi vương thất được biết đến trên toàn thế giới và có mối quan hệ mật thiết với Nữ vương. Các con corgi này đã có rất nhiều vật phẩm dành riêng cho chúng, đặc biệt là làm chủ đề của nhiều bức tượng và các tác phẩm nghệ thuật khác nhau. Vì lòng yêu mến của Nữ vương đối với chó Corgi xứ Wales, đã có thêm số chó corgi được trưng bày trong Triển lãm Hoàng gia của Hiệp hội Chó Tây Úc năm 1954. Đồng xu vương miện của Nữ vương Elizabeth II, KM#1135, làm bằng đồng niken kích thước 33 mm, được phát hành trong Năm Hân hoan Vàng của bà, cho thấy Nữ hoàng với một con chó corgi. Họa sĩ Carl Giles đã đưa những con corgi vào mọi tác phẩm hoạt hình mà ông vẽ về Nữ vương sau năm 1962.
Những con chó này là chủ đề của một bộ phim hoạt hình hài hước của hãng phim NWave Pictures của Bỉ, được gọi là The Queen's Corgi, được phát hành tại Vương quốc Anh vào tháng Bảy năm 2019.